# Gošo Ginčev
Gošo Ginčev (Madrets, 2 febbraio 1969) è un ex calciatore bulgaro, di ruolo difensore.